# Robert Browning
Robert Browning (7. května 1812 Camberwell, Londýn – 12. prosinec 1889 Benátky, Italské království) byl anglický básník viktoriánského období.

## Život
Narodil se v Camberwellu, předměstí Londýna, v rodině Roberta a Sarah Anny Browningových. Jeho otec byl původně vyslán do východní Indie jako správce plantáží cukrové třtiny. Instituce otroctví byla ale pro něho nepřijatelná a proto se vrátil, ve zlém se rozešel se svým otcem (dědem Roberta Browninga) a pracoval jako úředník v Bank of England. Přestože se touto změnou připravil o rodinné dědictví a měl podstatně menší příjmy, dokázal si vybudovat postavení, oženit se, založit rodinu a shromáždit knihovnu o 6000 svazcích. Matka byla silně věřící evangelička a vynikající klavíristka z rejdařské rodiny ve skotském Dundee.
Jeho vzdělání bylo soukromé, i když v roce 1828 navštěvoval i přednášky Londýnské university (University of London). Hodně cestoval (Rusko – 1834, Itálie – 1838, 1844). Hmotně zajištěn otcem se cele věnoval literatuře.
V roce 1845 se seznámil s Elizabeth Barrett, se kterou si déle než rok dopisovali. V září 1846 se tajně nechali oddat proti vůli Elizabethina otce a odcestovali do Itálie. Po krátkém pobytu v Pise přesídlili do Florencie, kde žili až do Elizabethiny smrti v roce 1861. Poté se Robert Browning vrátil do Londýna spolu se svým synem Robertem (Robert Wiedemann Barrett Browning, 1849–1912). Vydal manželčinu literární pozůstalost a účastnil se literárního života. Podnikal cesty do Evropy, při takové cestě po Itálii v roce 1889 zemřel v Benátkách. Pohřben je ve Westminsterském opatství v tzv. "koutku básníků" (Poets’ Corner) v jižním transeptu.

## Dílo
Ve své tvorbě se Browning inspiroval dílem Byronovým, Keatsovým a především Shellyovým. Typicky osobní romantickou poezii začal kombinovat s popisem objektivní skutečnosti. Své verše obohatil tehdy neobvyklými nepravidelnými rytmy a nezvyklými rýmy. Na příklad v básni Meeting at night (Noční schůzka) využil schému abccba., která se jenom zřídka vyskytuje v evropské poezii Nejvíce psal však v blankversu, nerýmovaným pětistopým jambu. Příkladem je zde epická báseń Prsten a kniha, která má 21 tisíc řádků. Často využíval také aliteraci:
All the breath and the bloom of the year in the bag of one bee:

All the wonder and wealth of the mine in the heart of one gem:

(Summum bonum)
Obsahově nejsou jeho díla soustředěna na děj nebo na konflikty postav. Jedná se zpravidla o osobní pohled jedné z postav na události i na vlastní vnitřní konflikty. O svém dramatu Stafford např. řekl, že je to "děj v postavě spíše než postava v ději". Tento žánr je pak nazván dramatický monolog. Na Browningovo dílo v tomto směru navazují například Thomas Stearns Eliot, Ezra Pound nebo Robert Frost. Je to předznamenání techniky proudu vědomí v moderní literatuře.
V některých svých pracích Browning kladl dost značné nároky na věcné znalosti čtenáře (poéma Sordello, 1840), a proto získal pověst nesrozumitelného básníka.
Knižně vydané drama Paracelsus bylo dobře přijato. Napsal dalších sedm dramat, ale uvedena byla jen některá a to bez úspěchu. Za svého života byla jeho žena Elizabeth populárnější než její manžel.
Mezi nevýznamnější Browningovy básně patří Rytíř Roland přišel k temné věži. Velice populární je dětská báseň Krysař z Hamelnu (česky také Strakatý pištec z Hamelnu).
Robert Browning je pravděpodobně první básník, kterého hlas byl nahrán na Edisonově fonografu.

## Spisy (výběr)
- Pauline, A Fragment of a Confession (1833, Pauline, útržek vyznání)
- Paracelsus (1835) – drama
- Strafford (1837) – drama
- Sordello (1840) – poéma
- Strafford (1837) – drama

- Bells and Pomegranates I – VIII (1841–1846) – Tento soubor obsahuje předešlá dramata, básně a sbírky básní, mimo jiné:
  - Pippa Passes (1841, Pipa jde dál, do češtiny překládáno též jako Pipa jde mimo) – dramatická báseň o soudobé severoitalské dělnici, jejíž životní optimismus je konfrontován s tragickými a dramatickými každodenními událostmi a příhodami
  - Dramatic Lyrics (1842, Dramatické písně)
  - Dramatic Romances and Lyrics (1845, Dramatické romance)
  - A Soul's Tragedy (1846, Tragédie duše)

- Men and Women (1855, Muži a ženy) – básně
- In a Balcony – A Scene (1855, Na balkoně) – drama
- Dramatis Personae (1864, Osoby dramatu) – básně
- The Ring and the Book (1868, Prsten a kniha) – dramatické monology, přebásnění příběhu ze soudních dokumentů ze 17. století
- Dramatic Idyls (1879, 1880, Dramatické idyly, dvě série) – dramatické monology
- Parleyings with Certain People of Importance In Their Day (1887, Rozmlouvání s jistými lidmi, významnými ve své době)
- Asolando (1889) – poslední sbírka básní, která vyšla v den Browningovy smrti

## Překlady do češtiny
Některé Browningovy básně přeložil Jaroslav Vrchlický. Překlady byly otištěny v časopisu Květy v roce 1894. Jsou to Jak nesli dobrou novinu z Gentu do Cách (How they Brought the Good News from Ghent to Aix), Biskup nařizuje, jak má býti vztyčen jeho hrob v kostele Santa Prassede (The Bishop Orders His Tomb at Saint Praxed's Church), Událost z francouzské války (Incident of the French Camp), Myšlénky o domově na moři (Home-Thoughts, from the Sea), Transcendentalismus. Báseň ve dvanácti knihách (Transcendentalism: A Poem in Twelve Books) a Toccata Galuppiho (A Toccata of Galuppi's).
Já skočil jsem v střemen a Joris a on,

já cválal, Dírek cválal, my cválali vhbon,

„Zdar s vámi!" křikla stráž, my venku juž z bran,

„As vámi!" houk oblas v cval z valu všech stran;

a zapadla fortna, všech světel zhas třpyt,

a půlnocí hlubokou začli jsme hřmít.

Jak nesli dobrou novinu z Gentu do Cách